# Morpho thetis
Morpho thetis är en fjärilsart som beskrevs av Butler 1865. Morpho thetis ingår i släktet Morpho och familjen praktfjärilar. Inga underarter finns listade i Catalogue of Life.